# Cola selengana
Cola selengana là một loài thực vật có hoa trong họ Cẩm quỳ. Loài này được Germ. mô tả khoa học đầu tiên năm 1962.